# Santuario della Gran Madre di Dio
Il santuario della Gran Madre di Dio, già chiesa dei Gesuiti e dal 1950 chiesa parrocchiale di San Michele Arcangelo, è un luogo di culto cattolico dalle forme barocche, situato in via Giosuè Carducci 51 a Fidenza, in provincia di Parma e diocesi di Fidenza; è sede di una parrocchia compresa nel vicariato di Fidenza.

## Storia
La chiesa dei Gesuiti, in origine dedicata alla Beata Vergine delle Grazie dello Stirone,, fu progettata nel 1707 su commissione del duca Francesco Farnese da padre Stefano Maria Bramieri in continuità con l'adiacente collegio, completato nel 1710, in concomitanza con l'avvio del cantiere del luogo di culto; i lavori furono conclusi verso la fine del 1722, con la solenne consacrazione del tempio.
Nel 1768 il primo ministro Guillaume du Tillot decretò l'allontanamento dal ducato di Parma e Piacenza dei gesuiti, che furono costretti ad abbandonare il collegio e la chiesa, ma ebbero il permesso di rientrarvi nel 1792; pochi anni dopo, nel 1806, i decreti napoleonici ne stabilirono il definitivo allontanamento, che causò la chiusura dell'intero complesso e, nel 1809, la riconversione del palazzo in ospizio per mendicanti e del tempio sconsacrato in magazzino e deposito di granaglie.
Durante i bombardamenti alleati del 1944, la vicina chiesa di San Michele Arcangelo fu danneggiata e chiusa al culto; a causa della grande crescita urbanistica che si verificò nell'immediato dopoguerra, la parrocchia divenne la più popolosa dell'intera città, pertanto fu ritenuto più opportuno spostarne la sede nella monumentale ex chiesa dei Gesuiti, che fu completamente restaurata fra il 1948 e il 1950 e solennemente riconsacrata al termine dei lavori.
Nel 1957 l'edificio fu inoltre innalzato a santuario diocesano, intitolato alla Beata Vergine Gran Madre di Dio.

## Descrizione

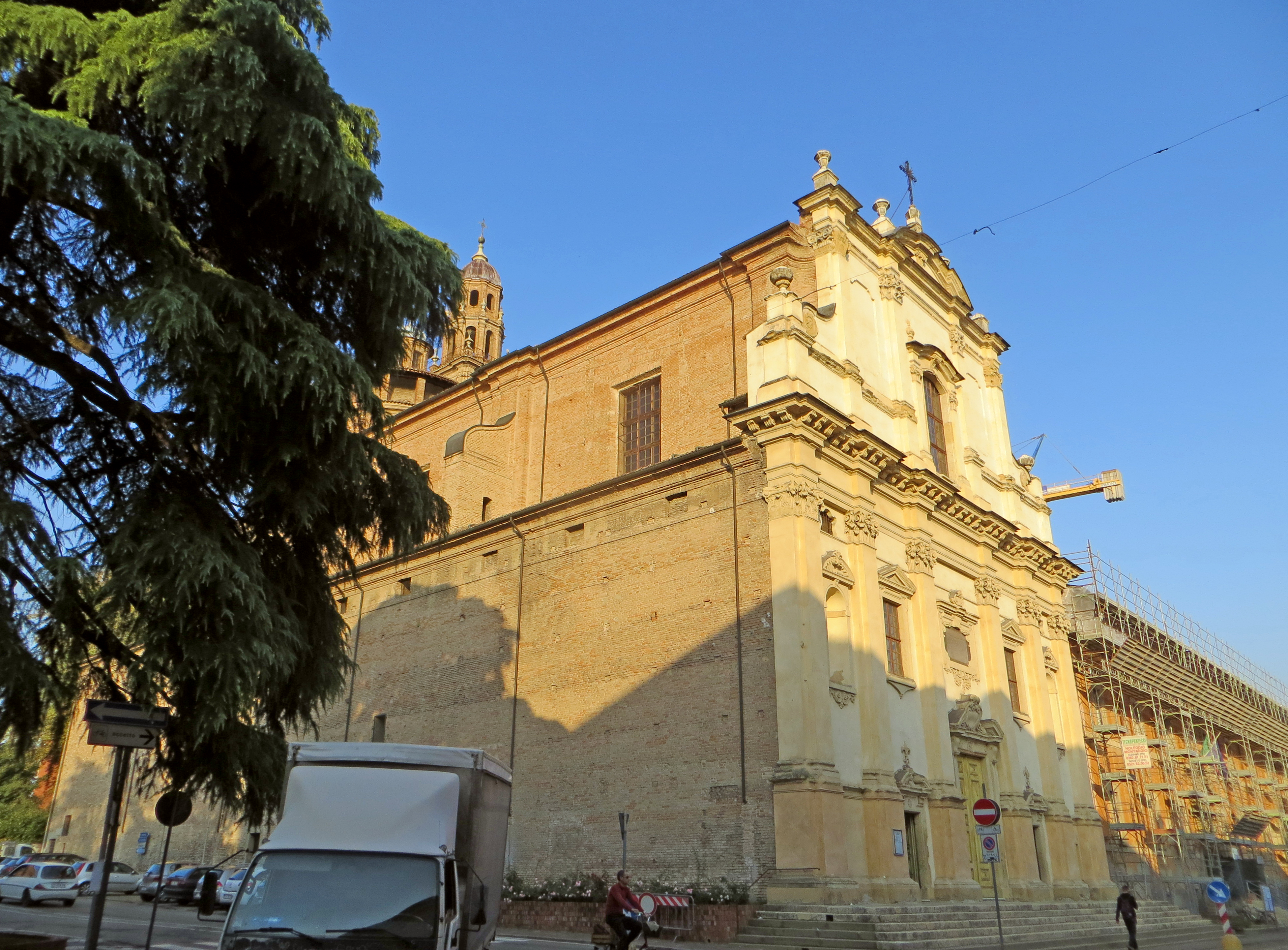
Facciata e lato ovest

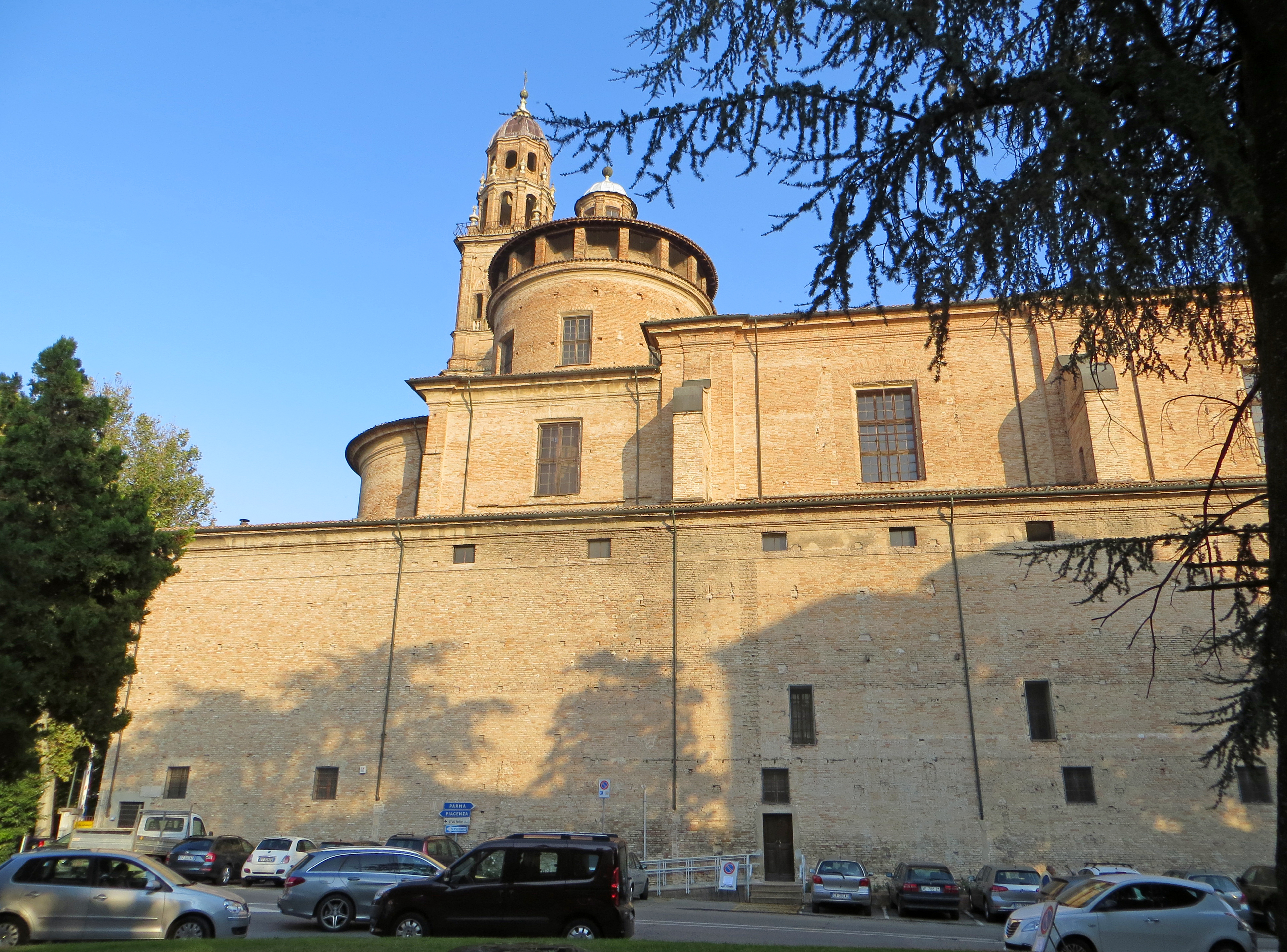
Lato ovest

La chiesa si allunga su un impianto monumentale a navata unica, con quattro cappelle laterali di ridotta profondità, sviluppandosi sul margine occidentale del grande complesso dell'ex collegio dei Gesuiti.
L'alta e solenne facciata barocca, dai tratti comuni a molte chiese innalzate dalla Compagnia di Gesù agli inizi del XVIII secolo, si eleva su un'ampia scalinata ed è suddivisa orizzontalmente da un elaborato cornicione in forte aggetto.
Nella parte inferiore sei doppie lesene con capitelli compositi scandiscono simmetricamente il prospetto in cinque porzioni; al centro è collocato l'ampio portale d'ingresso principale, inquadrato da una cornice con lesene e mensole a sostegno di un ricchissimo timpano spezzato; superiormente è posizionata una cornice rettangolare al cui centro campeggia una lapide marmorea che ricorda la prima consacrazione della chiesa. Ai lati sono posti i due accessi laterali, anch'essi inquadrati da modanature e frontoni analoghi, sormontati da grandi finestre rettangolari con cornici e timpani rettangolari. Ancora più all'esterno campeggiano due grandi nicchie con cornici e timpani circolari, coronate da due piccole aperture.

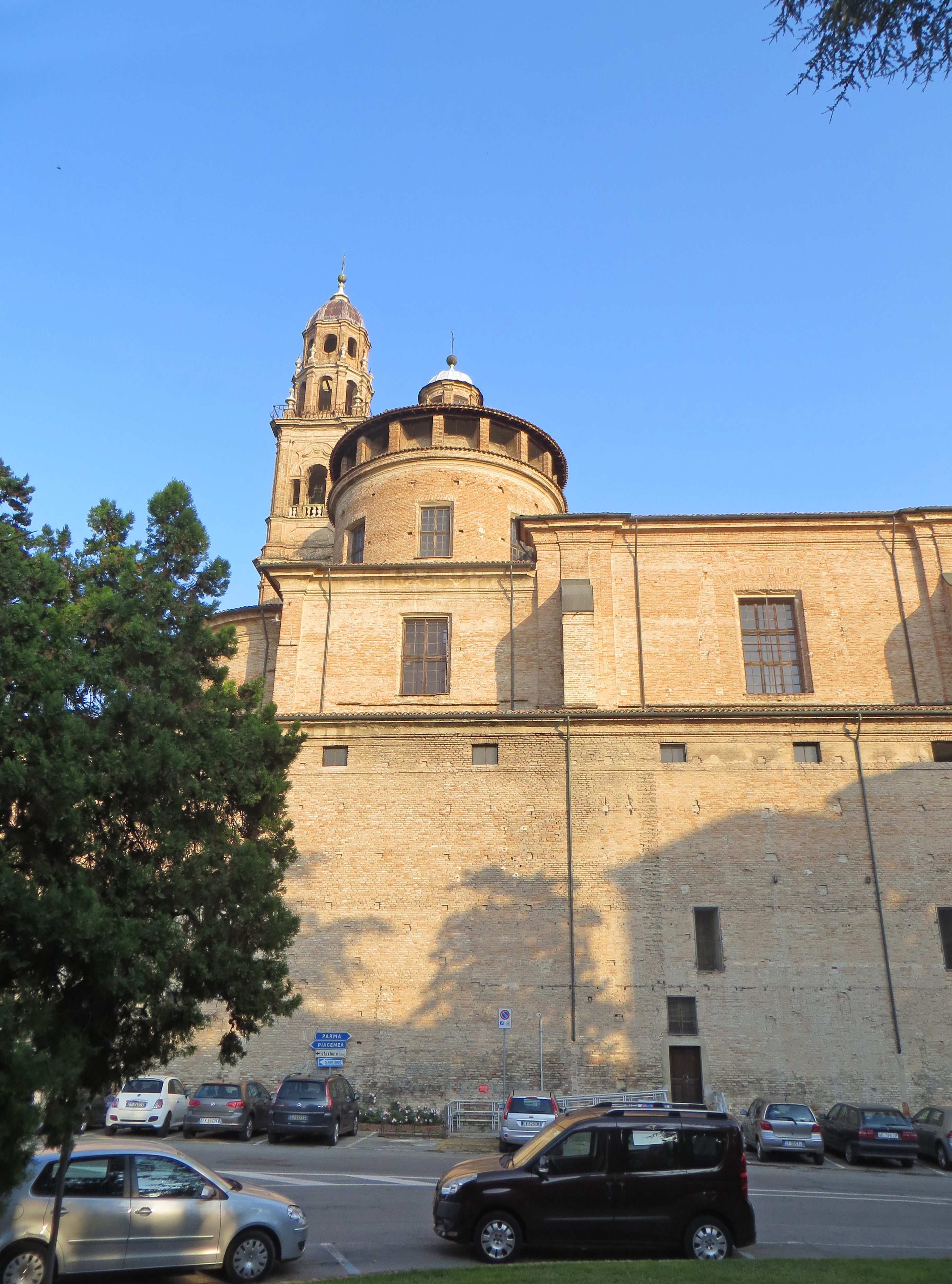
Tiburio e campanile

Nella parte superiore le lesene con capitelli compositi scandiscono al centro la facciata in tre parti. Nel mezzo si apre un ampio finestrone chiuso superiormente da un arco ribassato, inquadrato da lesene con capitelli compositi a sostegno dell'arco in aggetto; a coronamento del prospetto si staglia un largo frontone circolare spezzato, completato da una croce in sommità. Alle estremità sono infine presenti due ampie volute, concluse da altrettanti vasi ai margini.
Sul retro, a lato della zona absidale si eleva lo slanciato campanile in laterizio a pianta quadrata, suddiviso in tre ordini sovrapposti di aperture; a coronamento si staglia un'alta struttura ottagonale ricchissima di bucature e coperta da cupola, che la rende la torre campanaria più alta della città.
Il monumentale interno barocco è caratterizzato dalla linearità delle decorazioni, tipica delle strutture gesuitiche; la navata unica è fiancheggiata da due cappelle per lato, chiuse superiormente da ampie arcate a tutto sesto, intervallate da massicce strutture al cui centro si aprono a mezz'altezza piccoli matronei con balconcini, destinati in origine ai gesuiti. Superiormente, oltre il profondo cornicione in aggetto, sostenuto dall'ordine gigante delle lesene con capitelli ionici, danno luce all'interno due ampi finestroni aperti in corrispondenza delle sottostanti arcate.
Il grande presbiterio è coperto dall'alto tiburio a pianta circolare, ricco di aperture e coronato esternamente da un'alta lanterna; ai lati sono invece collocate due grandi cantorie lignee, dipinte con figure di angeli dall'artista Antonio Formaiaroli, autore anche delle altre decorazioni presenti nel tempio.
L'abside conserva una tela raffigurante la Natività, realizzata agli inizi del XVIII secolo dal gesuita Giuseppe Barbieri, che costituisce uno dei pochi dipinti conservatisi nell'edificio in seguito alla sconsacrazione ottocentesca. Delle altre opere presenti nella navata e nelle cappelle, molte furono eseguite nel XX secolo da vari autori, tra cui le tele rappresentanti i Bombardamenti del 1944 su Fidenza, dipinta da Latino Barilli nel 1956, e il Battesimo di nostro Signore nella cappella del battistero, realizzata da Giuseppe Moroni.